# Славен Добрович
Славен Добрович (хорв. Slaven Dobrović; нар. 29 серпня 1967, Задар) — міністр охорони довкілля і природи Хорватії у правоцентристських урядах Тихомира Орешковича з 22 січня 2016 та Андрея Пленковича з 19 жовтня 2016 до 27 квітня 2017.

## Біографічна довідка
1993 року закінчив факультет машино- і суднобудування Загребського університету. У 1992 році за найкращу студентську роботу одержав ректорську премію. 1998 року здобув ступінь магістра, 2002 ступінь — кандидата наук. 
Професор, з 2010 р. завідувач кафедри водної та екологічної інженерії. Член Міжнародної водної асоціації (IWA), Хорватського товариства захисту води та моря і Хорватської гірської служби порятунку.
Одружений, батько сімох дітей. Крім хорватської, говорить також англійською і французькою мовами.